# Buka Boxing
Buka Boxing (произносится как Бука боксинг) — узбекская компания, специализирующаяся на выпуске спортивной одежды и обуви. Главный офис компании находится в городе Ташкент. Название компании берёт своё начало от узбекского слова «buqa», что переводится как «бык». Компания разрабатывает дизайн, продвигает, производит и продаёт собственную продукцию под маркой Buka. Buka Boxing рекламируется в основном через спонсорство спортивных мероприятий.

## История
Компания основана в 2016 году. Изготовление товаров этого бренда происходит на фабриках в Узбекистане, Китае, Турции, Пакистан и Мексике.
В 2018 году в Узбекистане в центре Ташкента открылся первый флагманский магазин.
К 2023 году в разных странах открыты более 15 франчайзинговых магазинов. В Узбекистане в городах Самарканд, Бухара, Ургенч, Карши. В Казахстане в городах Алматы, Астана, Актобе, Костанай, Актау, Туркестан, Шымкент.. В Кыргызстане в городах Ош и Бишкек. В Таджикистане в городе Душанбе. В Туркменистане в городе Ашхабад. В России в городе Санкт-Петербург и Махачкала. Также доступны каналы продаж по Украине в городах Киев и Одесса.
К 2022 году помимо своего онлайн магазина продукция начала продаваться на крупных маркетплейсах как Kaspi, Wildberries, Uzum.
Компания является техническим спонсором ряда федераций и ассоциаций, промоутерских организаций в сфере единоборств в странах ЕАЭС, Центральной Азии, Европы и Северной Америки.

## Спонсорство
На спонсорстве у Buka Boxing состоят:
Бокс
- Команда Uzbek Tigers
- Фируза Шарипова[8]
- Рой Джонс[9]
- Мехрубон Сангинов

MMA
- Диана Авсарагова

Шавкат Рахмонов
- Хабиб Нурмагомедов[10]
- Довлетджан Ягшимурадов[11]
- Забит Магомедшарипов[12][13]
- Зубайра Тухугов
- Рамазан Темуров
- Рустам Хабилов
- Ислам Махачев
- Умар Нурмагомедов
- Тагир Уланбеков
- Сергей Морозов
- Кайрат Ахмедов
- Жалгас Жумагулов
- Рустам Керимов

Спортивные федерации
- Федерация бокса Душанбе[14]